# ۳۱۵ (پیش از میلاد)
۳۱۵ (پیش از میلاد) ۳۱۵مین سال قبل از تقویم میلادی است.